# ルーミスシジミ
ルーミスシジミ（Panchala ganesa）は、チョウ目（鱗翅目）シジミチョウ科ミドリシジミ亜科に属するチョウの一種。

## 概要

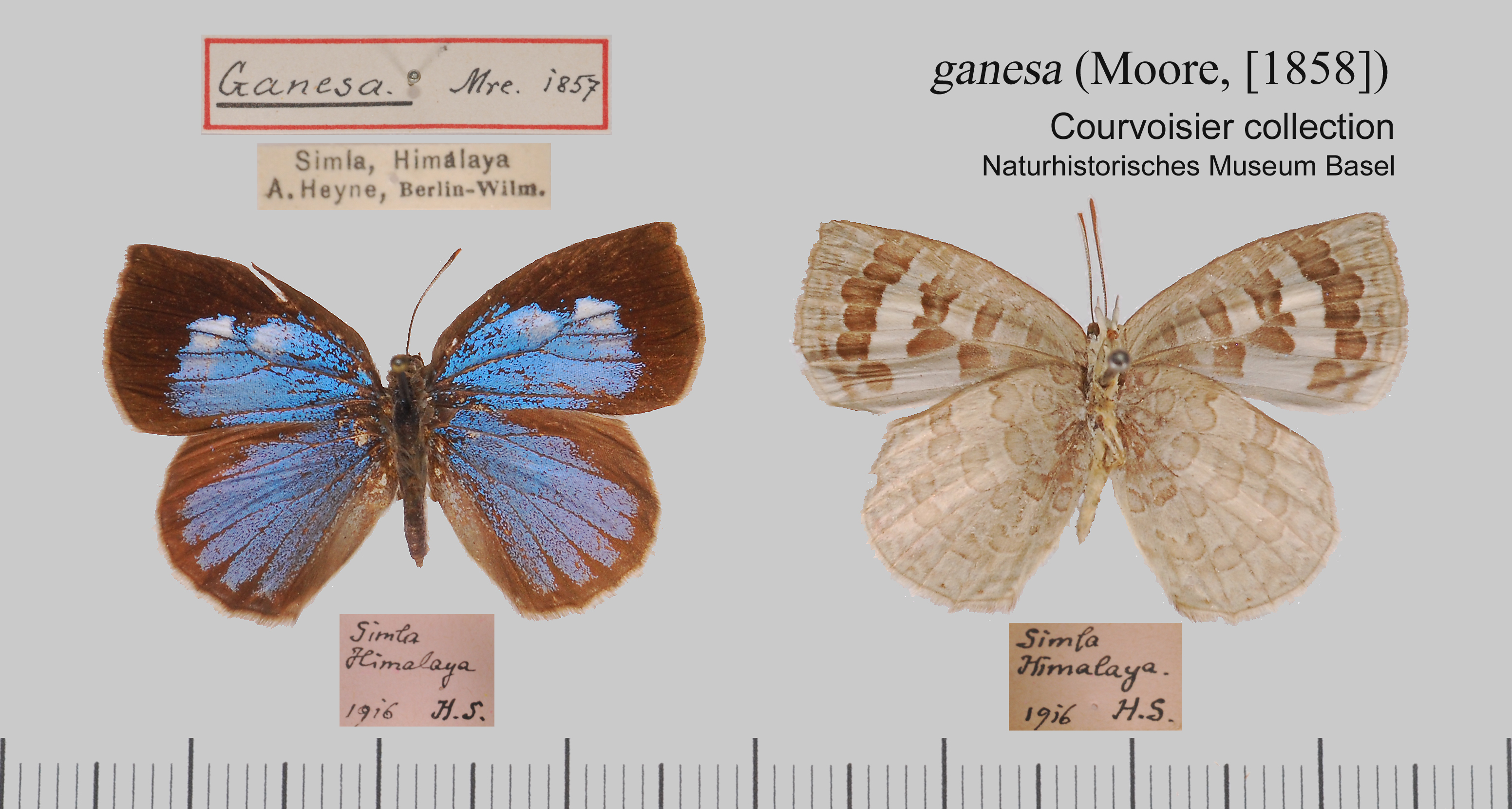
ルーミスシジミ

褐色地の翅表にコバルトブルーの構造色を持つシジミチョウ。翅裏はやや明るめの灰色で、近縁のムラサキシジミのそれと似るがより明るい。
強く森林に依存し、とくに谷川や池などのある高湿の原生林を棲みかとしている。したがって、原生林の減少著しい近年、急激に衰亡の一途をたどっている。かつて多産し、天然記念物にもなった春日山では昭和40年代に絶滅している。
食樹はブナ科のイチイガシ。新芽に産みつける。成虫は6～7月にかけて羽化し、そのまま越冬して翌春卵を産む。

## 分布
千葉県および紀伊半島、島根県、山口県、徳島県、福岡県、大分県、宮崎県、鹿児島県（屋久島以北）。
国外ではヒマラヤ西部、インドシナ半島北部、中国大陸、台湾。

## 保全状況評価
ルーミスシジミPanchala ganesa loomisi
- 絶滅危惧II類 (VU)（環境省レッドリスト）

（環境省レッドリスト、2012年版）